# Navicordulia nitens
Navicordulia nitens là loài chuồn chuồn trong họ Synthemistidae. Loài này được De Marmels mô tả khoa học đầu tiên năm 1991.